# George Buckland
George Frederick Buckland (Didsbury, Gran Manchester, 13 d'abril de 1883 – Timperley, Gran Manchester, 28 de gener 1937) va ser un jugador de lacrosse anglès que va competir a primers del segle xx. El 1908 va prendre part en els Jocs Olímpics de Londres, on guanyà la medalla de plata en la competició per equips de Lacrosse, com a membre de l'equip britànic.